# Ibis (Ovidio)
L'Ibis è un poemetto imprecatorio composto da Ovidio durante la sua relegatio.
Composto di 322 distici elegiaci, attacca un anonimo romano di origine africana, prima amico, poi avversario e calunniatore del poeta. Il nome dell'opera deriva dall'ibis, l'uccello egiziano cui la fantasia popolare attribuiva la perversa abitudine di detergersi il posteriore con il becco; già il Levitico lo considerava animale impuro.

## Contenuto
Il poema si ispira all'omonima opera di Callimaco ed è costituito da una elaborata introduzione in cui Ovidio minaccia l'anonimo nemico che lo ha costretto ad una vera e propria precatio, un rito di maledizione contro il nemico implacabile (v. 1-250).
A questa introduzione segue (v. 251-638) una serie di imprecazioni (dirae) contro il nemico, tratte da esempi della storia e della leggenda, tratte sicuramente da Callimaco e da Euforione di Calcide, che aveva scritto un'opera consimile. «Nella lunga serie è impossibile stabilire un ordine chiaro, che abbracci tutti gli esempi, anche se si può delimitare qualche gruppo di esempi legati insieme dalla concatenazione dei fatti o dal riferimento ad una stessa genealogia, a una stessa regione, o dal tipo della maledizione», ha scritto Antonio La Penna.
Infine, Ovidio preannuncia altre, più complesse, maledizioni se il suo avversario non desisterà dalle proprie azioni: dovrà chiamare per nome il nemico e usare, in quel caso, il giambo (vv. 639-644).

## Stile
Il poemetto ha scarso valore poetico: la sua poesia è fredda, poco partecipata (come se l'invettiva non fosse realmente sentita dal poeta) e appesantita dai troppi richiami letterari, che ne fanno un'opera erudita e fortemente oscura, estranea al genio ovidiano.

## Edizioni
- Ibis, Prolegomeni, testo, apparato critico e commento a cura di Antonio La Penna, Firenze, La Nuova Italia, 1957.